# Uładzimir Žyłka

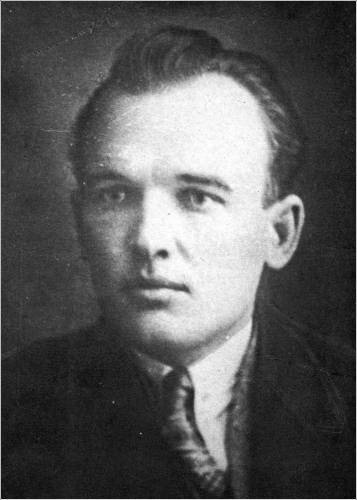
Uładzimir Žyłka.

Uładzimir Žyłka (em bielorrusso:  Уладзімір Жылка) (Makaszy, Bielorrússia, 27 de maio de 1900 – 1 de março de 1933) foi um poeta bielorrusso. 
Žyłka foi um dos autores de poesia lírica do amor simbolístico e de poemas patrióticos de independência relacionados (Na rostani). Traduziu obras de Adam Mickiewicz, Henrik Ibsen, e Charles Baudelaire.
Em 1926, emigrou para Leste da Bielorrússia, onde ele foi preso pelo NKVD em 1930 como parte do processo da União de Libertação da Bielorrússia e condenado a 5 anos para os campos de concentração na região de Vyatka. Uładzimir Žyłka faleceu em 1933.